# Notices of the American Mathematical Society
Notices of the American Mathematical Society é uma revista da American Mathematical Society (AMS), publicada mensalmente exceto a edição combinada de junho/julho. Aproximadamente 30 mil membros da AMS são seus assinantes. A partir de janeiro de 2005 a revista teve uma versão inteiramente publicada online em Notices of the American Mathematical Society.